# Post hoc аналіз
У науковому дослідженні post hoc аналіз (від латинського post hoc, "після цього") складається із статистичного аналізу, план якого визначається після того, як дані були розкриті. Зазвичай це створює проблему множинного порівняння, оскільки кожен потенційний аналіз є фактично окремим статистичним тестом. Зазвичай використовують поправку на множинні порівняння, але часто це важко або неможливо зробити у потрібній мірі. 
Post hoc аналіз, який проводиться та інтерпретується без належного розгляду цієї проблеми, іноді критики називають "просіюванням даних"  (за аналогією з роботою старателя у пошуку дорогоцінних металів/каменів), оскільки статистичні зв'язки, які він виявляє, часто є помилковими.

## Причини
Іноді спокуса використати post hoc аналіз умотивована бажанням отримати позитивні результати або представити проект успішним. Для фармацевтичних досліджень це може призвести до значних фінансових втрат, у випадку їх неуспішності. У США  Управління з продовольства і медикаментів не приймає результатів post hoc аналізу. 
У деяких випадках наукові рецензенти або редактори академічних журналів можуть вимагати додатковий аналіз підгруп. В одному з таких випадків редактори журналу вимагали від статистика Річарда Пето провести post hoc аналіз підгруп щодо використання аспірину як вторинної профілактики для людей, які перенесли інфаркти. Він відхилив це прохання, оскільки воно було статистично необґрунтованим і, могло призвести до безглуздих результатів. Після наполегливиг вимог, він надав редакції аналіз підгрупи, який оцінював передбачувану реакцію на основі знаків зодіаку пацієнтів.  